# Камбессед, Жак
Жак Камбессед (фр. Jacques Cambessèdes, 1799 — 1863) — французский ботаник и агроном. 

## Биография
Жак Камбессед родился в Монпелье в 1799 году.
В 1827 году была опубликована его работа Enumeratio plantarum quas in insulis Balearibus. Камбессед внёс значительный вклад в ботанику, описав множество видов растений.
Жак Камбессед умер в 1863 году.

## Научная деятельность
Жак Камбессед специализировался на Мохообразных и на семенных растениях.

## Научные работы
- Enumeratio plantarum quas in insulis Balearibus, Mémoires du Muséum d'Histoire Naturelle de Paris, vol. 14(9–10), 1827, p. 173–335[2].
- Plantes usuelles des Brasiliens par M. Auguste de Saint-Hilaire, parties 9 à 14 (avec Adrien de Jussieu), Paris, Grimbert, 1827–1828.
- Mémoire sur les familles des Ternstroemiacées et des Guttifères, Mémoires du Muséum d'Histoire Naturelle de Paris, vol. 16, 1828, p. 369–429.

## Почести
В его честь были названы следующие виды растений:
- Paullinia cambessedesii Triana & Planch.[5]
- Paeonia cambessedesii  Willk.[6]
- Mollugo cambessedesii (Fenzl) J.M.Coult.[7]
- Hypericum cambessedesii Coss. ex Mares & Vigin.[8]
- Silene cambessedesii Boiss. & Reut.[9]